# Jos Verstappen
Johannes Franciscus (Jos) Verstappen (Montfort, 4 maart 1972) is een Nederlands voormalig Formule 1- en A1GP-coureur. Hij kwam na een succesvolle kart-periode uit in diverse autoklasses en zou uiteindelijk van 1994 tot en met 2001 en in 2003 uitkomen in de Formule 1. Hierna reed hij nog twee jaar in de A1GP en in later jaren enkele malen in de 24 uur van Le Mans. Sinds 2022 komt hij uit als rallycoureur.

## Loopbaan
Verstappen begon op achtjarige leeftijd met karten en binnen korte tijd deed hij ook mee aan nationale wedstrijden. In 1984 werd hij Nederlands kampioen bij de junioren. Hij bleef succesvol en won in 1989 een groot aantal internationale races en twee Europese titels. Tot 2016 bleef hij actief in de kartsport; bij de begeleiding van karters en bij het team van CRG Holland.
Aan het eind van 1991 maakte hij de overstap naar de autosport nadat hij tijdens een test voor Van Amersfoort Racing, geregeld door zijn nieuwe manager Huub Rothengatter, in een Formule Ford auto op Zandvoort een goede tijd wist neer te zetten. Hij ging rijden in de Formule Opel Lotus, een klasse waarin gereden wordt met identieke auto's. Dit bij het team van Frits van Amersfoort (Van Amersfoort Racing). Hij won direct het Benelux kampioenschap, en hij kreeg een aanbod om Formule 3 te rijden. Ook daar maakte hij grote indruk en won verschillende internationale wedstrijden, zoals de Marlboro Masters van 1993 en het Duits Formule 3 kampioenschap.

### 1994
In 1994 werd hij als test- en reservecoureur aangenomen in het Benetton team. Hier reed hij na een testongeluk van JJ Lehto, die een nekwervel brak, een aantal wedstrijden als tweede rijder van het team naast Michael Schumacher. Verstappen maakte zijn debuut in het Benetton Formule 1-team tijdens de Grand Prix van Brazilië. Tijdens deze race werd hij echter tijdens een inhaalmanoeuvre getorpedeerd door Eddie Irvine (Jordan), waardoor Verstappen over de kop sloeg, maar ongedeerd bleef.

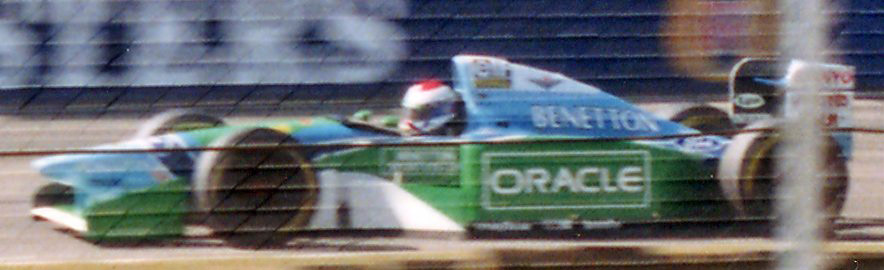
Jos Verstappen in de Benetton B194 op Silverstone in het seizoen 1994

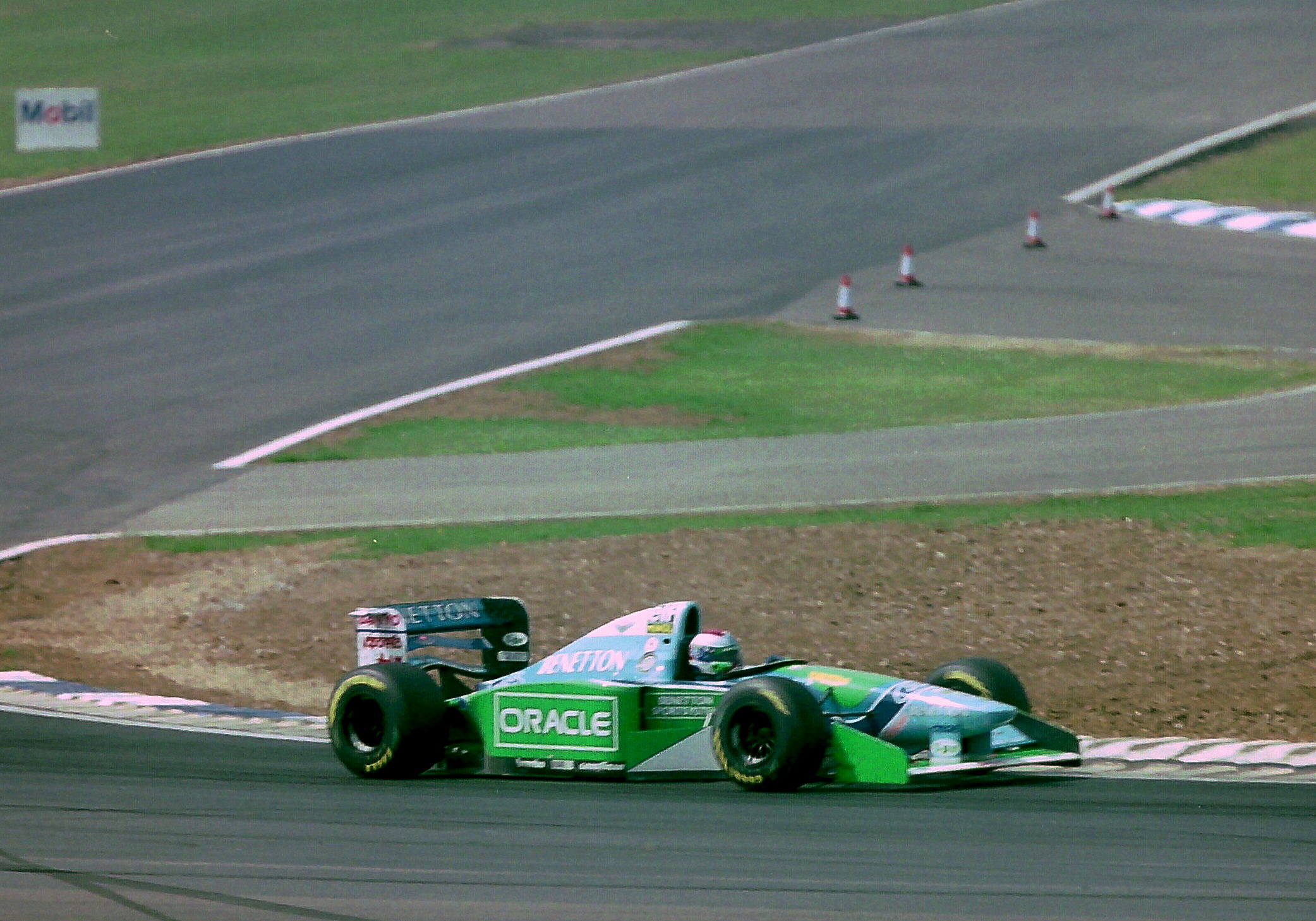
Verstappen op Silverstone

Een hoogtepunt in dit seizoen was Verstappens derde plaats tijdens de Grand Prix van Hongarije. Een rariteit was een ongeluk tijdens een training voor de GP van Frankrijk op Magny Cours, waarbij Verstappen zijn bolide in de pitmuur boorde. Door de rondvliegende brokstukken ging een installatie van televisies verloren. Dit ongeluk was er rechtstreeks de aanleiding toe, dat er momenteel (2019) plexiglas tussen deze apparatuur en de racebaan is aangebracht. Tijdens een pitstop om bij te tanken bij de GP van Duitsland op Hockenheim werd er benzine op hete auto-onderdelen gemorst waardoor de auto, met Verstappen erin, korte tijd in lichterlaaie stond. Dit leverde hem een lichtelijk verbrande neus op door het geopende vizier van zijn helm, wat toen niet ongebruikelijk was. Sindsdien hielden coureurs tijdens het bijtanken hun vizier dicht. In 2010 werd bijtanken tijdens pitstops in de Formule 1 verboden. De race erna was de GP van Hongarije, waar Verstappen zijn eerste podium behaalde. Hij werd derde, nadat Martin Brundle in de laatste ronde zijn auto stuk had zien gaan. De daaropvolgende race, de GP van België, werd Verstappen weer derde, nadat Michael Schumacher was gediskwalificeerd vanwege een te ver afgesleten bodemplaat. Later haalde hij in de GP van Portugal dankzij een vijfde plaats nog 2 punten, zodat zijn totaal op tien punten kwam in 10 wedstrijden. Tijdens de laatste twee races werd Verstappen vervangen door Johnny Herbert.

### 1995 – 2003
In 1995 werd hij bij Simtek geplaatst. De auto was ontworpen door Nick Wirth en werd aangedreven door een Ford-Cosworthklantenmotor. Zijn teamgenoot dat jaar was de Italiaan Domenico Schiattarella. In Argentinië liet Verstappen zien waartoe de Simtek in staat was door met Gerhard Berger (Ferrari) om de 5e plaats te strijden, ondanks het gemis van het nodige vermogen. Versnellingsbakproblemen verhinderden een puntenfinish. Na de Grand Prix van Monaco trok Simtek vanwege financiële problemen de stekker uit het Formule 1-project en was het seizoen voor Verstappen voorbij. Verstappen deed nadien nog wat testwerk voor Benetton en Ligier.
In 1996 reed Verstappen voor het Arrows Formule 1-team van Tom Walkinshaw. Teamgenoot van Verstappen was de Braziliaan Ricardo Rosset, die zijn stoeltje met name aan zijn vele miljoenen aan sponsorgeld te danken had. De Arrows (voorheen Footwork) was een auto met potentie maar de onbetrouwbare Hart V8-motor zorgde voor veel mechanische pech. Tevens werd de auto door problemen met de overname van het team gedurende het seizoen niet of nauwelijks doorontwikkeld, hetgeen in de Formule 1 "stilstand is achteruitgang" betekent. Verstappen scoorde dat seizoen 1 punt door in Argentinië als zevende te trainen en na prachtige gevechten met David Coulthard (McLaren) en Eddie Irvine (Ferrari) als 6e te finishen. Tijdens de GP van België brak een onderdeel van de wielophanging van de auto van Verstappen af, waardoor hij hard en met hoge snelheid crashte. Dit leverde hem een langdurige nekblessure op. Het is dat er dat jaar voor het eerst met de hoge cockpitrand werd gereden, anders had Verstappen dit ongeluk waarschijnlijk niet overleefd.
In 1997 ging hij naar het Tyrrell-Ford team. Teamgenoot van Verstappen was de Fin Mika Salo. Ondanks de hoge verwachtingen voorafgaand aan het seizoen waren beide Tyrrells veelal in de achterhoede te vinden. De Tyrrell werd aangedreven door een Ford-Cosworth V8-motor, die de compacte maar zeer kwetsbare Yamaha V10 van het jaar ervoor had vervangen. De auto, ontworpen door Harvey Postlethwaite, was met name door een gebrek aan motorvermogen en het niet testen van de auto en nieuwe onderdelen gedurende het seizoen niet in staat om een serieuze gooi te doen naar de punten. Geld om te testen was er nauwelijks. Tyrrell kwam halverwege het seizoen wel op de proppen met de veel besproken "X-wings" een soort extra vleugels, lijkend op armen, aan beide kanten op de auto naast de coureur om meer neerwaartse druk te genereren. Salo scoorde met een 5e plaats in de regenachtige Grand Prix van Monaco de enige punten voor het team door niet te tanken tijdens de eerder afgevlagde race. Verstappen behaalde in dezelfde race met een achtste plaats zijn beste resultaat van dat jaar.
Verstappen verklaarde na de Grand Prix van Duitsland (Hockenheim) op de lange rechte stukken niet eens van het gas af te hoeven om ingehaald te kunnen worden door de fabrieksmotoren van Ferrari, Mercedes en Renault, hetgeen aangaf hoeveel vermogen de Ford-Cosworth V8 tekortkwam ten opzichte van de 10-cilinders van de concurrentie. Ondanks een update van de motor gedurende het seizoen, kon het gat met de middenmoot niet worden gedicht.
In 1998 wist Verstappen geen racezitje te bemachtigen. Tyrrell werd eind 1997 verkocht aan een zakenimperium onder leiding van Craig Pollock. Deze was destijds de manager van Jacques Villeneuve. Het Tyrrell team concentreerde zich al voordat het nieuwe seizoen was begonnen op het seizoen erna. Het team werd na dit seizoen omgedoopt in BAR. De nieuwe eigenaar koos in het laatste jaar van Tyrrell voor de miljoenen van Ricardo Rosset in plaats van het talent van Verstappen.

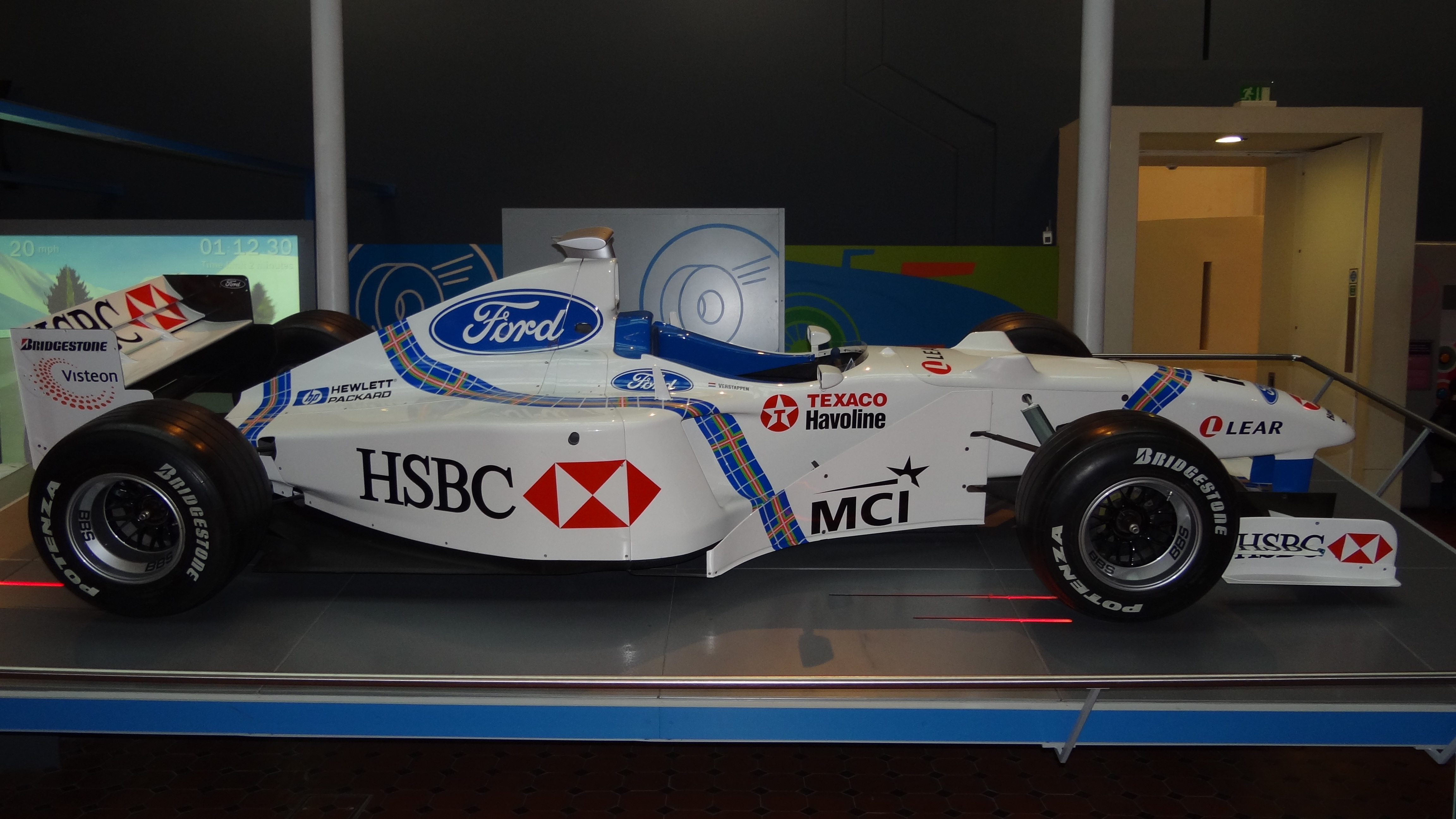
Jos Verstappens' Stewart-Ford SF02 Formule 1-wagen uit 1998 in het Nationaal Museum van Schotland, Edinburgh

Begin 1998 wordt Jos door het Benetton Formule 1-team gevraagd wat testwerk te doen, maar een gebrek aan sponsorgeld verhinderde een vaste aanstelling als testrijder voor het hele seizoen. Later dat jaar toonde Stewart Grand Prix interesse in Verstappen als vervanger van de tegenvallend presterende Deen Jan Magnussen. Het kwam tot een test en een racecontract voor de rest van het seizoen. Verstappen reed 9 races en zijn teamgenoot was de Braziliaan Rubens Barrichello. Verstappen deed het direct een stuk beter dan Magnussen door dicht bij en zelfs voor Barrichello te kwalificeren. De Stewart was geen betrouwbare auto en van zijn 9 races viel hij er 6 uit door motor- en versnellingsbakproblemen. De enige kans op punten dat seizoen was tijdens de Grand Prix van België, maar ook in deze race liet de Ford-motor ondanks de verzachtende omstandigheden (regen) Verstappen in de steek. Het beste resultaat dat seizoen was een 12e plaats. De relatie met Stewart werd naarmate het seizoen vorderde slechter, doordat het team Verstappen in minder materiaal liet rijden dan zijn teamgenoot. Aan het einde van het seizoen was het dan ook geen verrassing dat beide partijen niet met elkaar verder wilden en Verstappen op zoek moest naar een nieuw team.
Eind 1998 werd hij aangenomen door het nog in ontwikkeling zijnde Honda-team als test- en racecoureur. Het plan was om in 1999 niet deel te nemen aan de Grands Prix, maar uitsluitend te ontwikkelen en te testen. Verstappen zou dan een van de twee racecoureurs worden in 2000 en direct een snelle competitieve Formule 1-auto ter beschikking krijgen. Helaas kreeg dit verhaal geen vervolg door het overlijden van teammanager en hoofdontwerper Harvey Postlethwaite. Deze was de drijvende kracht achter het project en Honda durfde het project mede door zijn overlijden niet verder meer aan.

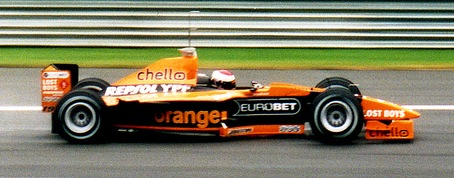
Jos Verstappen tijdens de GP van Italië 2000

In 2000 bemachtigde Verstappen een stoeltje bij Arrows, een team met potentie. Deze potentie kwam er sporadisch uit. De auto was snel, er lag een in 1998 door Renault ontwikkelde motor in, die was overgenomen door Supertec. Helaas zorgden de vele technische problemen ervoor dat niet alleen Verstappen, maar ook zijn teamgenoten Pedro de la Rosa en Enrique Bernoldi de finishvlag vaak niet haalden. Desondanks scoorde Verstappen in Canada (5e) en Italië (4e) punten voor het team. Verstappen reed in de Grand Prix van Canada met een oranje helm, speciaal ontworpen als extra steun in de rug voor het Nederlands voetbalelftal dat dat jaar het EK in eigen land speelde. Prompt scoorde Verstappen met deze helm de eerste punten van het seizoen.
Daarnaast was het voor het eerst in zijn carrière dat Verstappen na de winter weer bij hetzelfde team zat.

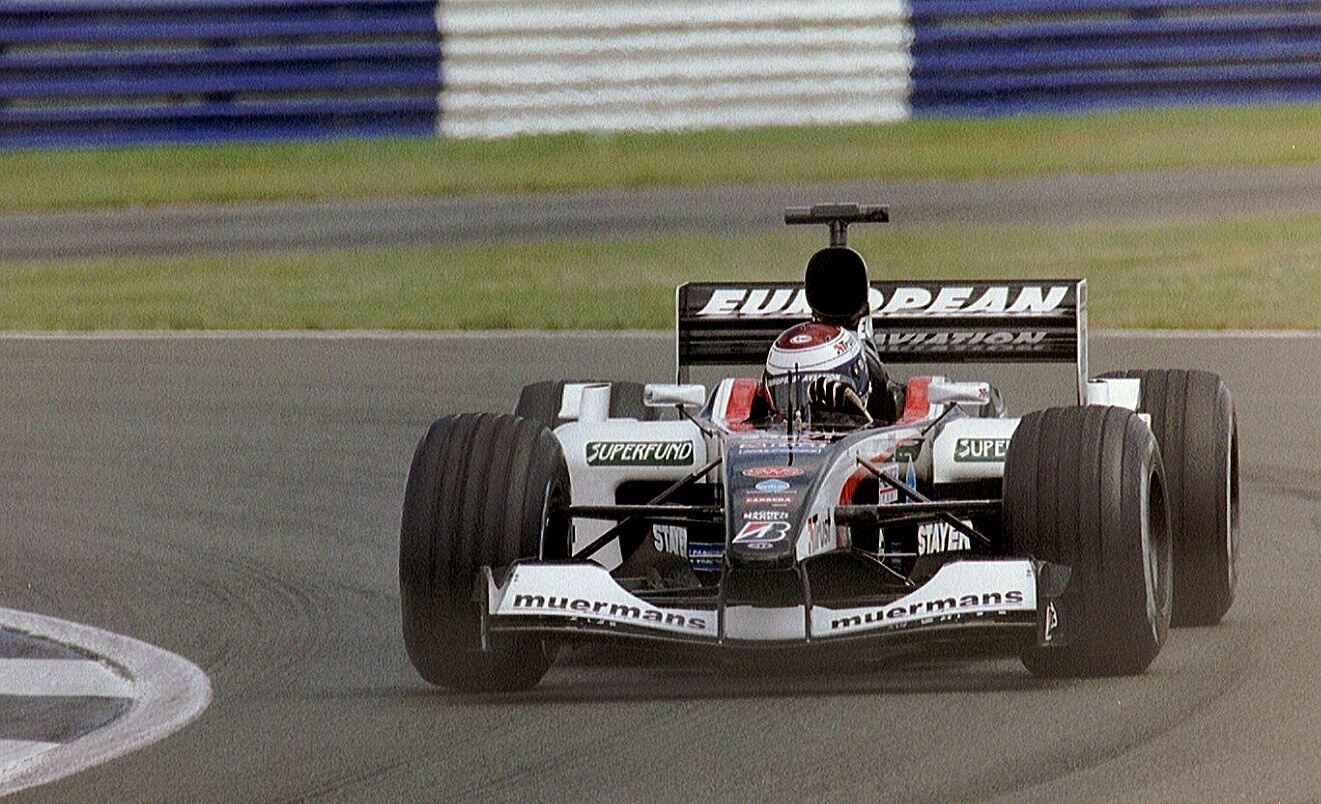
Jos Verstappen tijdens de GP van Groot-Brittannië 2003

In 2001 liet Verstappen in de Arrows wel enkele mooie dingen zien, maar tot echte resultaten kwam het weer niet. De Supertec-motor was vervangen door een Asiatech, maar was in feite de niet verder ontwikkelde Peugeot-motor van het jaar daarvoor, en dat bleek gedurende het seizoen. De beloofde doorontwikkelingen aan de auto bleven ook achterwege. In de tweede race, de Grand Prix van Maleisië, kende Verstappen een superstart en lag hij binnen één ronde op de zesde positie na vertrek vanaf plaats 18. In de regen wist hij zelfs op te schuiven naar de tweede plaats. Ondanks kranig verweer in gevechten om posities met Heinz-Harald Frentzen, Mika Häkkinen en Michael Schumacher, eindigde hij op een opdrogende baan pas als zevende.
Tijdens de GP van Brazilië kende Verstappen een ongelukkig moment toen hij de leider in de wedstrijd, Juan Pablo Montoya, van achteren aanreed en uitschakelde toen deze hem op een ronde achterstand zette. Het enige punt voor Arrows werd door Verstappen in Oostenrijk behaald, dankzij een zesde plaats. In Canada lag Verstappen met een zesde plaats nog eens op koers voor punten toen zijn remmen het begaven en hij uitviel.
In de winter werd duidelijk dat Arrows geldproblemen had. Jos werd uiteindelijk, met het contract voor 2002 al getekend, opzijgezet voor het sponsorgeld van Heinz-Harald Frentzen. Arrows startte het seizoen 2002 nog wel, maar halverwege hield de renstal op te bestaan omdat het geld op was.
In 2003 reed Verstappen voor European Minardi. Minardi was in deze jaren een team dat steevast in de achterhoede verkeerde en dus zelden punten scoorde. Ondanks zijn ervaring kon Verstappen geen potten breken in de Minardi. Verstappen verliet aan het eind van het seizoen gefrustreerd de Italiaanse renstal, omdat hij er geen trek meer in had om nog een jaar in de achterhoede te rijden. Verstappen bewees dat jaar nog maar eens een uitstekende coureur in de regen te zijn. In de eerste kwalificatieronde (Q1) van de GP van Frankrijk reed Verstappen in de Minardi de snelste tijd en tijdens de regenrace van Brazilië streed Verstappen lang mee om de podiumplekken.

### 2005
Verstappen werd rijder bij het Nederlandse team voor de A1 Grand Prix, A1 Team The Netherlands, waarvan Jan Lammers de manager was. Een hoogtepunt in dit seizoen was Verstappens eerste plaats tijdens de Grand Prix van Zuid-Afrika. Verstappen zou uiteindelijk op de zevende plaats eindigen in het kampioenschap.

### 2006
Verstappen zou aanvankelijk ook in het seizoen 2006-2007 aan de start verschijnen. Het seizoen startte op 1 oktober 2006 op het Circuit Park Zandvoort. De toegangskaarten voor dit evenement waren binnen zeer korte tijd uitverkocht, uitgezonderd die voor de duurdere plaatsen.
Naar aanleiding van een conflict met het team (over zijn salaris van het vorige seizoen en garanties voor de komende periode) besloot Verstappen niet te starten in de eerste race van het seizoen. Zijn plaats werd ingenomen door Jeroen Bleekemolen, tot dan toe tweede en reserverijder voor het A1 Team The Netherlands. Nu werd Renger van der Zande tweede rijder.

### 2007
Voorjaar 2007 was er sprake van dat Verstappen zou gaan testen voor het Spyker F1 team, wat op dat moment maar magere resultaten behaalt. Met zijn ervaring zou Verstappen het team kunnen helpen. Uiteindelijk wordt er geen overeenstemming bereikt over de voorwaarden en gaat het niet door.

### 2008

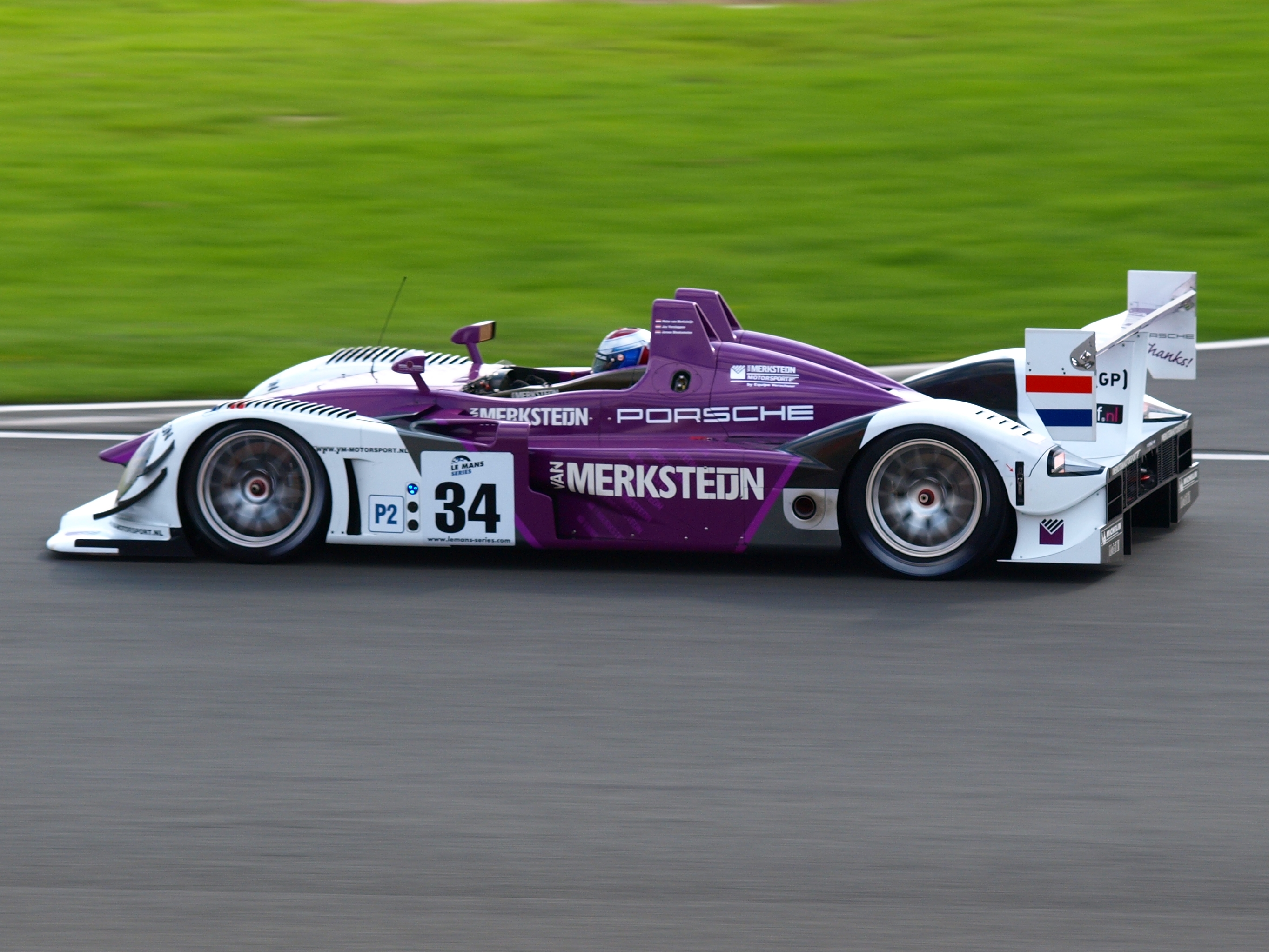
Verstappen in de van Merksteijn Porsche RS Spyder in 2008

In 2008 reed Verstappen in de Le Mans-series in de Porsche RS Spyder. Samen met Jeroen Bleekemolen en Peter van Merksteijn Sr. won hij op een na alle races in deze klasse en het kampioenschap. Jos Verstappen maakte in 2008 zijn debuut tijdens de 24 uur van Le Mans in de LMP2-klasse en won Le Mans met het team Van Merksteijn.

### 2009
In 2009 reed Verstappen opnieuw de 24 uur van Le Mans. Dit keer kwam hij uit met een Lola Aston Martin in de LMP-1 klasse voor het fabrieksteam van Aston Martin.
Bij zijn eerste test voor dit team gooide Verstappen enerzijds hoge ogen door van meet af aan sneller te zijn dan de vaste rijders van het team, anderzijds crashte de coureur met de Aston Martin.
Verstappen finishte in Le Mans met teamgenoten Anthony Davidson en Darren Turner als dertiende.

### 2022 – heden
In 2022 maakte Verstappen zijn debuut als rallycoureur in het Belgian Rally Championship.

## Formule 1-carrière

### Teams
| Jaar/Jaren  | Team     |
| ----------- | -------- |
| 1994        | Benneton |
| 1995        | Simtek   |
| 1996        | Footwork |
| 1997        | Tyrrell  |
| 1998        | Stewart  |
| 2000 – 2001 | Arrows   |
| 2003        | Minardi  |

### Statistiek
|                           | 1994 | 1995 | 1996 | 1997 | 1998 | 2000 | 2001 | 2003 | Totaal           |
| ------------------------- | ---- | ---- | ---- | ---- | ---- | ---- | ---- | ---- | ---------------- |
| Aantal ingeschreven races | 10   | 5    | 16   | 17   | 9    | 17   | 17   | 16   | 107 (106 starts) |
| Aantal zeges              | 0    | 0    | 0    | 0    | 0    | 0    | 0    | 0    | 0                |
| Aantal pole-positions     | 0    | 0    | 0    | 0    | 0    | 0    | 0    | 0    | 0                |
| Aantal snelste rondes     | 0    | 0    | 0    | 0    | 0    | 0    | 0    | 0    | 0                |
| Aantal podiumplaatsen     | 2    | 0    | 0    | 0    | 0    | 0    | 0    | 0    | 2                |
| Aantal WK-punten          | 10   | 0    | 1    | 0    | 0    | 5    | 1    | 0    | 17               |
| Eindstand WK              | 10   | 31   | 16   | 21   | 23   | 12   | 18   | 22   |                  |

### Formule 1-resultaten
| Kleur  | Resultaat                       |
| ------ | ------------------------------- |
| Goud   | Winnaar                         |
| Zilver | Tweede plaats                   |
| Brons  | Derde plaats                    |
| Groen  | Gefinisht (punten behaald)      |
| Blauw  | Gefinisht (geen punten behaald) |
| Blauw  | Niet geklasseerd (NC)           |
| Paars  | Uitgevallen (DNF)               |
| Rood   | Niet gekwalificeerd (DNQ)       |

| Kleur  | Resultaat                              |
| ------ | -------------------------------------- |
| Zwart  | Gediskwalificeerd (DSQ)                |
| Wit    | Niet gestart (DNS)                     |
| Blanco | Gewond (INJ)                           |
| Blanco | Uitgesloten (EX)                       |
| Blanco | Teruggetrokken (WD) / Niet deelgenomen |
| P      | Poleposition                           |
| S      | Snelste ronde                          |

| Jaar | Inschrijving              | Chassis       | Motor        | 1       | 2       | 3       | 4       | 5       | 6       | 7       | 8       | 9       | 10      | 11      | 12      | 13      | 14      | 15      | 16      | 17     | WK-plaats | Punten |
| ---- | ------------------------- | ------------- | ------------ | ------- | ------- | ------- | ------- | ------- | ------- | ------- | ------- | ------- | ------- | ------- | ------- | ------- | ------- | ------- | ------- | ------ | --------- | ------ |
| 1994 | Mild Seven Benetton-Ford  | Benetton B194 | Ford V8      | BRA DNF | PAC DNF | SMR 0   | MON 0   | SPA 0   | CAN 0   | FRA DNF | GBR 8   | DUI DNF | HON 3   | BEL 3   | ITA DNF | POR 5   | EUR DNF | JAP 0   | AUS 0   |        | 10        | 10     |
| 1995 | MTV Simtek Ford           | Simtek S951   | Ford V8      | BRA DNF | ARG DNF | SMR DNF | SPA 12  | MON DNS | CAN 0   | FRA 0   | GBR 0   | DUI 0   | HON 0   | BEL 0   | ITA 0   | POR 0   | EUR 0   | PAC 0   | JAP 0   | AUS 0  | 31        | 0      |
| 1996 | Footwork Hart             | Footwork FA17 | Hart V8      | AUS DNF | BRA DNF | ARG 6   | EUR DNF | SMR DNF | MON DNF | SPA DNF | CAN DNF | FRA DNF | GBR 10  | DUI DNF | HON DNF | BEL DNF | ITA 8   | POR DNF | JAP 11  |        | 16        | 1      |
| 1997 | Tyrrell                   | Tyrrell 025   | Ford V8      | AUS DNF | BRA 15  | ARG DNF | SMR 10  | MON 8   | SPA 11  | CAN DNF | FRA DNF | GBR DNF | DUI 10  | HON DNF | BEL DNF | ITA DNF | OOS 12  | LUX DNF | JAP 13  | EUR 16 | 21        | 0      |
| 1998 | Stewart-Ford              | Stewart SF02  | Ford V10     | AUS 0   | BRA 0   | ARG 0   | SMR 0   | SPA 0   | MON 0   | CAN 0   | FRA 12  | GBR DNF | OOS DNF | DUI DNF | HON 13  | BEL DNF | ITA DNF | LUX 13  | JAP DNF |        | 23        | 0      |
| 2000 | Arrows F1 Team            | Arrows A21    | Supertec V10 | AUS DNF | BRA 7   | SMR 14  | GBR DNF | SPA DNF | EUR DNF | MON DNF | CAN 5   | FRA DNF | OOS DNF | DUI DNF | HON 13  | BEL 15  | ITA 4   | VST DNF | JAP DNF | MAL 10 | 12        | 5      |
| 2001 | Orange Arrows Asiatech    | Arrows A22    | Asiatech V10 | AUS 10  | MAL 7   | BRA DNF | SMR DNF | SPA 12  | OOS 6   | MON 8   | CAN 10  | EUR DNF | FRA 13  | GBR 10  | DUI 9   | HON 12  | BEL 10  | ITA DNF | VST DNF | JAP 15 | 18        | 1      |
| 2003 | European Minardi Cosworth | Minardi PS03  | Cosworth V10 | AUS 11  | MAL 13  | BRA DNF | SMR DNF | SPA 12  | OOS DNF |         |         |         |         |         |         |         |         |         |         |        | 22        | 0      |
| 2003 | Trust Minardi Cosworth    | Minardi PS03  | Cosworth V10 |         |         |         |         |         |         | MON DNF | CAN 9   | EUR 14  | FRA 16  | GBR 15  | DUI DNF | HON 12  | ITA DNF | VST 10  | JAP 15  |        | 22        | 0      |
| Jaar | Inschrijving              | Chassis       | Motor        | 1       | 2       | 3       | 4       | 5       | 6       | 7       | 8       | 9       | 10      | 11      | 12      | 13      | 14      | 15      | 16      | 17     | WK-plaats | Punten |

## A1 Grand Prix
| Jaar    | Team      | 1           | 2         | 3           | 4         | 5         | 6           | 7         | 8         | 9         | 10         | 11         | 12        | 13         | 14        | 15        | 16        | 17        | 18        | 19         | 20          | 21          | 22         | Positie | Punten |
| ------- | --------- | ----------- | --------- | ----------- | --------- | --------- | ----------- | --------- | --------- | --------- | ---------- | ---------- | --------- | ---------- | --------- | --------- | --------- | --------- | --------- | ---------- | ----------- | ----------- | ---------- | ------- | ------ |
| 2005–06 | Nederland | GBR SPR DNF | GBR FEA 7 | DUI SPR DNF | DUI FEA 7 | POR SPR 4 | POR FEA DNF | AUS SPR 7 | AUS FEA 4 | MAL SPR 5 | MAL FEA 16 | VAE SPR 11 | VAE FEA 9 | ZAF SPR 16 | ZAF FEA 1 | INA SPR 7 | INA FEA 6 | MEX SPR 4 | MEX FEA 2 | VST SPR 14 | VST FEA DNF | CHN SPR DNF | CHN FEA 17 | 7       | 69     |

## Persoonlijk

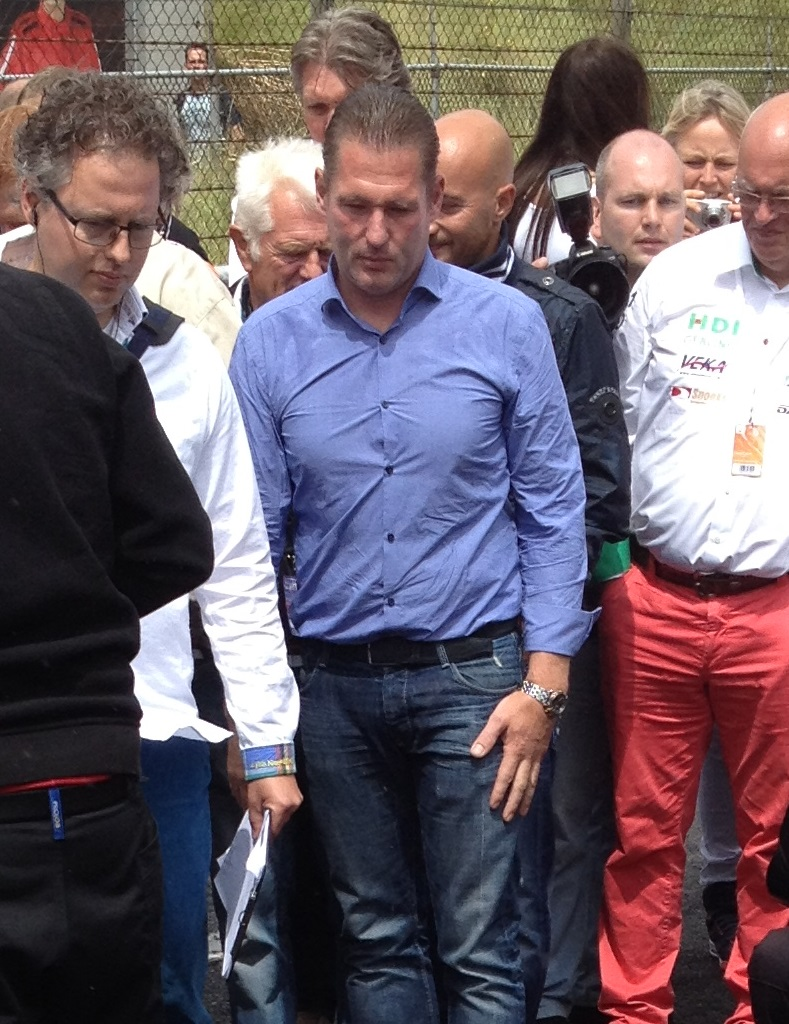
Jos Verstappen in 2014

Verstappen was tot 2008 getrouwd met de Belgische voormalige kartcoureur Sophie Kumpen, met wie hij een dochter en een zoon kreeg. Beiden gingen karten en zijn zoon Max Verstappen werd ook Formule 1-coureur. 
Verstappen werd in 2009 veroordeeld voor het belagen van zijn ex-vrouw. Hij kreeg een voorwaardelijke celstraf van drie maanden en een boete van € 1.650,- met als voorwaarde dat hij geen contact meer zocht met zijn ex-vrouw. In de periode van mei 2007 tot april 2008 stuurde de coureur haar regelmatig sms-berichten met bedreigende toon. Ook kwam hij onverwacht langs bij haar woning in het Belgische Maaseik, ondanks het contactverbod.
Begin 2012 kwam Verstappen wederom in aanraking met de politie, nadat hij in Roermond zou zijn ingereden op zijn toenmalige vriendin. Die zei ook al in november 2011 aangifte wegens mishandeling door Verstappen te hebben gedaan. Hier werd Verstappen van vrijgesproken en de aanklacht is geseponeerd. Verstappen en zijn vriendin kwamen later weer bij elkaar en zijn in 2014 getrouwd. Samen kregen ze een dochter, maar in 2017 zijn ze gescheiden. Verstappen trouwde later een derde maal en heeft uit dit huwelijk een zoon en een dochter.
- Nederlandse Thesaurus van Auteursnamen: 153804467
- Virtual International Authority File: 284348953
- WorldCat: E39PBJrRd3rgckbyTdKTppctrq